# 矢口壹琅

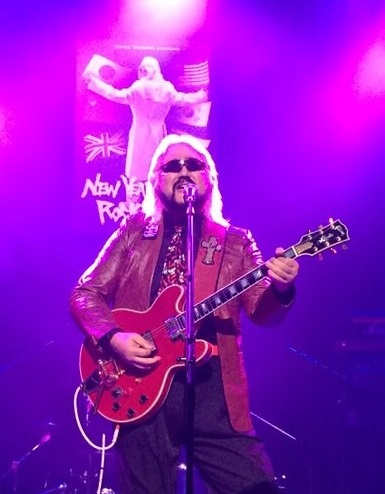
ミュージシャン矢口壹琅

矢口 壹琅（やぐち いちろう、9月20日 - ）は、日本のプロレスラー、ミュージシャン、俳優。リングネームは雷神 矢口（らいじん やぐち）。最終学歴はアメリカバークリー音楽大学ジャズ作曲科卒。株式会社アルファ・ジャパンプロモーション所属。株式会社グッドラック・カンパニーと業務提携。

## 経歴
子供の頃より音楽と格闘技にしか興味がなかった矢口は、幼少期から家の近所の台東体育館に通ってプロレスの醍醐味を味わう。レスラーになる夢を叶えるために学生時代は柔道の選手として活躍。その後はサンボ・合気道などの格闘技も修行。しかし高校時代、腰痛によりプロレスへの夢を断念。残された音楽に夢を切り替えて、それから「格闘技は趣味」と自ら決断してプロレスラーへの夢を一度断念する。
作曲法を学ぶため日本の大学を中退し、アメリカ・ボストンにあるバークリー音楽大学ジャズ作曲科に留学し、同校を卒業後しばらくアメリカに住む。ジャズ作曲と共に音楽療法を研究する。またアメリカ在住時には格闘技のコーチや領事館での要人警護などをしていた。格闘技の練習に励むと同時に、当時はWWF（現：WWE）ハルク・ホーガン全盛期で、毎月行われるWWFボストン定期戦を観るためにボストンガーデンのすぐ近くにアパートを借りていたという程、生粋のアメリカンプロレス好きでもある。当時、WWFの誘いを蹴ってマサチューセッツ州インディペンデント団体に出ていたブルーザー・ブロディに影響を受け、インディーズプロレスの面白さをアメリカで体感している。
矢口本人は、グリーンカードを取得してアメリカに永住するつもりだったが、ある夏の日の不思議な夢によって日本へ帰国する。帰国後、アニマル浜口ジムで格闘技のための体力作りとして身体を鍛える。こういった経緯からアニマル浜口ジム出身であるが、プロレス道場出身ではない。この頃新体道の青木宏之が講演した話を聞き、感銘を受けて新体道の門を叩く。その後サンボワールドカップに出場して第4位となり、プロレス界からスカウトが来る。スカウトが来たのはW★INGプロモーションであったが、道場で練習させてもらっていた義理からオリエンタルプロレスでデビューすることになった。デビュー前にはW☆ING群馬道場やプロフェッショナルレスリング藤原組道場へも出稽古に行っていた。
その後、新格闘プロレスで青柳館長らとともにサンボを生かした格闘プロレスで活動。修斗の佐山聡やSAWの木村浩一郎らとも稽古した。FMW・東京プロレス・W★ING、国際プロレスプロモーション・西日本プロレス・大日本プロレス・I.W.A.JAPANなど、多くのインディー団体に参戦。
新格闘プロレス所属時代には、天龍源一郎率いるWARに参戦。冬木弘道・邪道・外道らと闘い、仙台で行われたWAR認定世界6人タッグ王座決定トーナメントにも参戦している。阿修羅・原引退興行ではウルティモ・ドラゴンとも闘っている。また横浜文化体育館で、師匠のアニマル浜口とシングルマッチを行っている。ちなみに浜口ジム出身者で浜口本人とシングルマッチを戦ったことがあるのは、矢口と小原道由の二人のみである。デビュー時より仲が良かったビクター・キニョネスからWWFへの参戦、ボストン出身のケビン・サリバンからはWCWへの参戦を勧められたが、やはり義理を重んじてアマレスの大先輩である谷津嘉章のSPWF『Super Professional Wrestling Federation（スーパープロレスリング連盟）』へ参戦することを決めた。この頃グレッグ・バレンタイン・クリス・アダムスらとも対戦していた。
SPWFに参戦後から突如変身する。顔面にペイントを施して髪を金髪ロン毛・十字架に有刺鉄線を巻き、神格闘十字軍の教祖様として大ヒール軍団を結成してSPWFを暴れ周り、他のインディー団体へも布教活動をする。当時の矢口のシモベとしてタッグを組んでいたのはザ・マーダラー・ワンマン・ギャング・紫炎龍、エキサイティング吉田・ミサ岡田・ウンモ星人など。まったくサンボ技を使わずに巨体を生かした大技や、凶器攻撃・反則攻撃ばかりのファイトスタイルに変わったのは本人のアメリカンプロレス志向と、上田馬之助の影響があったという。またSPWF在籍時に、タッグを結成し行動を共にしていたパートナーのワンマン・ギャングからWWF行きを誘われたが、その後ワンマン・ギャングの事情により話は流れている。この頃、グリズリー・スミスのテリトリーから多数の大型外人レスラーがSPWFに参戦。ジェイク "ザ・スネーク" ロバーツの異母弟 "カウボーイ" サム・ヒューストン・チャーリー・ノリス・アクション・ジャクソン・ロッド・プライス・ザ・セッドマンらとも闘っている。
谷津嘉章を執拗に追いかける矢口はその後、谷津と再び闘いたくてWJプロレスへの参戦を決めた経緯がある。WJプロレス時代は長州力・天龍源一郎・越中詩郎・佐々木健介・鈴木健想・大森隆男・安生洋二・橋本真也・大谷晋二郎・ビッグバン・ベイダー・ロード・ウォリアーズ・ザ・クラッシャーズ（トッド・シェーン、マイク・シェーン）らと闘っていた。
大仁田厚とタッグを組んでリアルジャパンプロレスの後楽園ホール大会では。初代タイガーマスク・ザ・グレート・サスケ組と闘った。初代タイガーマスクのタイガースープレックスで3カウントを取られたが、その恐れを知らぬヒールファイトと壮絶な受けのプロレスで観客をヒートアップさせて評価を得た。翌日の大仁田興行では、初代タイガーマスクを初めてデスマッチのリングに上げ、矢口が放った大仁田厚との合体サンダーファイヤーパワーボムで、きっちりと初代タイガーマスクから3カウントを取り、リベンジを果たしている。
また小林邦昭の一夜限りの復帰戦で闘い、小林邦昭・初代タイガーマスクの合体フィッシャーマンスープレックスを食らった。
その後は大仁田厚とタッグを組むことが多く、邪道軍として大仁田の名タッグパートナーとなってプロレスリング・ノアを始め、各団体と闘っている。横綱・曙、またリアルジャパンプロレスでの貴闘力デビュー戦などでの迫力ある肉弾戦も、デスマッチと共に矢口の真骨頂となっている。
2015年8月。自身がレザーフェイス（モンスターレザー）の正体であることを公表して邪道軍を脱退。リングネームを「雷神⚡矢口」へ改名し、W★INGモンスター軍と結託して打倒大仁田を目標に掲げた。
2016年1月24日、大仁田厚から3カウントを奪って「FMW認定世界ストリートファイト6人タッグ選手権」でチャンピオンとなった。
2016年12月には、リアルジャパンプロレスで1年8か月ぶりに復帰した初代タイガーマスクの対戦相手にも選ばれた。
2022年6月には、EITC COMBO タッグトーナメント決勝戦で勝利、初代チャンピオンとなった。

## 神格闘十字軍〜愛の宣教師〜インディー活性化へ
SPWF『Super Professional Wrestling Federation（スーパープロレスリング連盟）』に入ると、怪覆面・ザ・マーダラーを引き連れて神格闘十字軍を結成し、谷津嘉章に敵対する。十字架に有刺鉄線を巻きつけACDCのHELLS BELLSで入場。軍団は益々その勢力を拡大して行き、やがて他の主要なインディー団体へも次々に出場して布教活動を広げていった。その布教活動のテーマは「プロレスは愛だ！」と「インディー活性化」である。プロレスと音楽活動を通して世の中に『愛』の重要性を説いていた矢口は、試合後にいつも「1・2・3・愛、だぁぁぁ〜！！」と叫び右手で「Lの字」（LOVEのL、世界共通の手話）を高々と掲げ天に祈りをささげた。
1994年から冴夢来プロレスに参戦していたマスクマン忌神（イマジン）が矢口ではないかともいわれる。剛竜馬・北尾光司・藤原喜明・高野拳磁・タイガー・ジェット・シンらと闘う。出場したFMW川崎球場大会では『イマジン』コールが起こる。また当時闘っていたタイガー・ジェット・シンからWWFアジアの構想に参加要望があったが、その後構想自体が頓挫してしまう。

## 電流爆破と大仁田厚
ターザン後藤とのタッグで、電流爆破デスマッチを大仁田以外で初めて行う。その時に負った200針を超える全身の傷は選手生命を縮めたが、矢口は電流爆破デスマッチの年間出場数および半年出場数の世界最多出場記録保持者となり、これは未だに誰もこの記録は破られていない。
1998年にFMWを追放された大仁田から突如オファーがあり、それから大仁田興行に参戦。連日超満員の会場で大仁田の対戦相手としてファイト。電流爆破デスマッチやルーサー・ハニバルとの怪奇派タッグや天龍とのデスマッチなど破天荒な試合で会場を沸かした。
2001年には戦時中のアフガニスタンに救援物資をとどけ、以後3度アフガニスタンの地を訪問。翌年にアフガニスタン首都カブールで『平和のためのプロレス大会』を主宰し大仁田と二人だけで3試合シングルマッチで闘う。2005年には後楽園ホールで行われた大仁田厚プロレス卒業試合で、大仁田のパートナーとして選ばれて天龍源一郎&越中詩郎と「ノーロープ有刺鉄線ストリートファイトトルネード・バリケードマット・ダブルヘル・デスマッチ」で対戦した。
その後は復帰した大仁田と2007年4月29日、夕張市でチャリティー興行に参戦し、メインの有刺鉄線デスマッチで別レフェリーに迎えた衆議院議員の鈴木宗男に対してファイヤー攻撃を仕掛けようとしたりと、破天荒な試合を繰り広げた。大仁田とはライバルの様で兄弟の様に不思議な関係が今も成り立っている。これ以降は大仁田と組んで初代タイガーマスクのリアルジャパンプロレスや、プロレスリングノアやほか様々な団体に邪道軍として参戦。貴闘力のデビュー戦の相手としても闘った。
2014年には大仁田厚プロレスリング『湘南・茅ヶ崎大花火』 茅ヶ崎青果地方市場大会にて、大仁田厚と組んで藤原嘉明・高山善廣と電流爆破マッチを行って以降、大仁田興行では毎回壮絶な戦いを行っている。
2015年8月には大仁田とのタッグを解消し、リングネームを『雷神⚡矢口』と改名して敵対している。
2016年1月には、大仁田厚からピンフォールを取ってFMW認定ストリートファイトチャンピオンベルトを巻いた。

## 長州力インディー批判事件へのリベンジ
1995年に旗揚げした大日本プロレスにSPWF所属として谷津と出場して以後参戦し続けていたが、1996年に行われたプロレスオールスター戦での長州の「インディー批判」に対して当時誰一人発言するものはいなかった時に、後楽園ホールのファンの前で矢口がただひとり長州に喧嘩を売った。矢口は「ふざけんな！長州力！プロレスにはインディーもメジャーもねぇんだ！」とマイクで叫ぶや後楽園ホールの観客が大歓声となり後押しした。何も決められてはいない、むしろフライングとして出た矢口自身の心の叫びだったが、それがきっかけとなり新日本プロレスと大日本プロレスとの東京ドーム決戦へと進むきっかけとなったのだが、東京ドームへ出場するにあたって大日本プロレス側から所属選手になるように求められる。しかし義理を重んじて谷津とSPWFの選手を裏切る訳にはいかず、矢口は様々な大人の事情によって大日本プロレスを去る。その後はSPWFでよりインディー色を極めるため、神格闘十字軍ムーヴメントを起こすことになる。
それからしばらくたって、大仁田厚と闘っていた矢口は2003年に旗揚げされたWJプロレスのマットに登場。初戦は越中詩郎と有刺鉄線バリケードマットで対戦。WJ参加第2戦目となった、また群馬大田大会で因縁の長州と闘うことになる。そしてこの日は計3度のリキラリアットに沈んだ。その後も幾度となく対戦し、後楽園ホールでの矢口壹琅＆安生洋二対長州力＆天龍源一郎の試合では、矢口の椅子攻撃で長州を本気でキレさせた。しかし、今までインディー批判をしていた長州にとって初めてのインディー選手との対戦相手となった矢口の闘いぶりに（大仁田は超メジャー選手）長州の心が動き、後に「今はもうメジャーとかインディーとかは関係ないよ。プロレスラーとして良いか悪いかだけだね」と発言させた。結果メジャーとインディーの壁を取り払い、矢口は7年越しのリベンジを自身の体とプロレスで果たした結果となる。

## ご当地プロレス・まちおこしプロレス
やられてもやられても立ち上がって大きなものに立ち向かっていく勇気。ネヴァーギブアップ！決してあきらめない心。といった、プロレスが本来持っている素晴らしく誇れるものに着目した矢口は、プロレスで町おこしが出来ると確信。沼津プロレスを旗揚げし、他にも富士宮プロレス・伊豆大島復興プロレス・長泉プロレス・伊勢原プロレス（仮）を次々にプロデュース。神田プロレスはアドバイザーとして旗揚げした。ご当地・まち元気プロレスとし、2016年には三浦半島で三浦プロレスを旗揚げしその代表をも務める。2018年7月7日横須賀しょうぶ園で横須賀プロレスを旗揚げして代表を務め、観客2500人を超えて小泉進次郎議員も来場して絶賛し、大成功を収めている。矢口はまち元気プロレスの鬼として活躍し、３世代が同時に楽しめる解りやすいプロレスをテーマとしている。
矢口のプロデュースするご当地まちおこしプロレスはどこもすべて大盛況で成功し、プロレスで町おこしが出来ることを内外共に証明している。そして子供のファンを増やすことにより、プロレス界全体の地位向上をも目指している。
2018年夏には、東京・町田市で町田プロレスを旗揚げし、また矢口の生まれ故郷の浅草で浅草プロレスを旗揚げした。

## パーソナリティー
好きなアーティスト
ジョン・レノン、アレサ・フランクリン、カルロス・サンタナ、アンガス・ヤング、ジム・ホール、ジョン・アバークロンビー、Mick Goodrick、B.B.キング、青木宏之。

## 得意技
サンダーストラック
今までの得意技ワールドカップスラムを改良。カート・アングルのアングルスラムに似ているが落とす角度が違う（本人談）相手の側面、又は背面から、相手の左手首を自分の左手で掴み、相手の左脇下に自分の頭を背後から差し込み、自分の右手で相手の左太腿を内側から抱えるようにして相手を持ち上げ、自ら左側に捻るようにして倒れ込み、相手の後頭部から首に掛けてマットに叩きつける技。ちなみにワールドカップスラムは、矢口がサンボ・ワールドカップ世界第4位の実績があることからこの名がつけられた。雷神⚡矢口に改名後「Thunderstruck！」と叫びこの技を放ったことからワールドカップスラムがこの技だということが判明している。文字通り雷に打たれた衝撃を受ける雷神⚡矢口必殺の技。
雷神ボンバー
長州力との幾多の対戦から習得したラリアット。天からのパワーを腕に貯め走りこみながら全体重をかけ放つスペシャル技。
雷神キック
斜めに蹴るフライングニールキック。横向きにからだを倒しつつジャンプし、回転して、足の外側面で相手を蹴る技。矢口の体重が浴びせ蹴り風の角度がついて相手に襲いかかるためかなりの破壊力。一発逆転のタイミングでよく使われている。
浅草スープレックス
ヴォルク・ハン直伝のコマンドサンボの固め技からスープレックスで投げ飛ばす矢口オリジナルの投げ技。
サンダーファイヤーパワーボム
大仁田厚との幾多のデスマッチ戦、そして、天龍源一郎との幾多の闘いにより習得した技。得意技としている。初代タイガーマスクに勝った技。
雷神クロー
ギタリストならではの握力と相手のコメカミへの正確な急所をとらえるアイアンクロー。または首へのクロー。天から雷のエナジーを受け手から放電する必殺技。
電撃バップ
モンゴリアンチョップ。奇声を発しながら打つキラーカーン本流の技。何発か決めた後、ロープに飛ばしてからとどめにジャンピングしながら放ち、天に祈りを捧げ雷を呼ぶ。
DDR（デンジャラス・ドライバー・雷神）
ジェイク"ザ・スネーク"ロバーツの実弟"カウボーイ"サム・ヒューストンから直々に伝授される。日本人でこの技を使う選手は多いが、グリズリースミス一家直伝は日本人では矢口のみ。
サンボ式首取り足固め
ヴォルク・ハンとアンドレイ・コピィロフから直伝されたサンボの複合関節技。今やこの技を使えるのはプロレス界では矢口のみ。
雷門固め（ゴールデンゲートブリッジ、金門橋）
古流柔術の『天橋立』という関節技を改良し作り出した矢口オリジナルホールド。相手の逆関節と首を同時に立ったまま極める必殺のスタンディングサブミッション技である。アメリカ在住時、サンフランシスコのゴールデンゲートブリッジで開発した技なのでこのネーミングがついた。なお、現在浅草プロレスを旗揚げ後『雷門固め』と改名した。
GO TO HELL
ジェイク"ザ・スネーク"ロバーツの実弟直伝のDDTを更に強力にした必殺技。相手をブレーンバスターの要領で担ぎ上げ、トップロープに落とし、更にそこから角度をつけDDTを放つ。
アルマゲドン
相手を担ぎ上げ、トップロープから助走をつけて一気に叩きつけるパワーボム。
ハレルヤニードロップ
神を賛美しながらトップロープから放つダイビングニードロップ。

## 獲得タイトル
- FMW認定世界ストリートファイト王座
- 世界ボブワイヤーストリートファイト王座
- EITC COMBO タッグ王座

## 入場曲
- Thunderstruck / AC/DC
- HELLS BELLS / AC/DC

## 音楽活動
- バークリー音楽大学ジャズ作曲科卒業
- ソニー・プレイステーションゲーム音楽作曲
- 学校法人東放学園専門学校東放ミュージックカレッジ音楽理論講師
- プライエイド・レコーズ（ユニバーサルミュージック傘下のポリスターの子会社）よりCDメジャーデビューしている。OWCB-1002
- フジロックフェスティバルに2年連続出場している。
- 現在、横浜市でブルースを演奏している。
- YUYA UCHIDA PRESENTS 44th NEW YEARS WORLD ROCK FESTIVALに出演。
- マリンFM[本牧ヤグチ]という音楽番組を全国96局ネットで放送中。
- 矢口壹琅1stミニアルバムCD発売 『BREAD UPON THE WATERS』COCORO-LABEL
- 矢口壹琅1stソロシングルCD発売 『ビールを飲もう！横須賀の街で』COCORO-LABEL
- 矢口壹琅2ndシングルCD発売 『時の魔法』COCORO-LABEL

## 俳優活動

### ドラマ
- NHK大河ドラマ 真田丸 第7回『奪回』（2016年2月21日放送）- 木曽家家臣 役[4]

### 映画
- 孕み〜白い恐怖（2005年、アトラス）- 謎の男 役(準主演)[5]
- 転がる魂・内田裕也 ザ・ノンフィクション　監督：崔洋一

### 舞台
- 仁義なき戦い（2005年、Zepp Tokyo）[6]
- ミュージカル「メリッサのゆりかご ジルの監獄」(2010年8月19～23日、池袋あうるすぽっと) - ミシュラン 役[7]

### テレビ番組
- サムライTV - 矢口壹琅特集。
- 奇跡体験!アンビリバボー - 2回特集で出演。
- 筋肉番付
- リングの魂

他出演あり。

### ラジオ
- 本牧ヤグチ（2019年9月 - マリンFM、2020年10月 - ミュージックバード）

### CM
- 明星食品一平ちゃん
- ホンダ自動車キャンペーンCM
- NHK東京オリンピックキャンペーンCM「オリンピックが待ち遠しい」

### CD
- 矢口壹琅1stソロシングルCD

『ビールを飲もう！横須賀の街で』
発売元：COCORO-LABEL
作詞、作曲、編曲：矢口壹琅
参加ミュージシャン：矢口壹琅(Vocal&Guitar)、松山 修(Drums)、養父貴(Guitar)、樋沢達彦(Bass)、草間信一(Keyboard)
ASIN: B06XT855Y8
JAN: 4589800270012
- 矢口壹琅2ndシングルCD

『時の魔法』『大人の恋の遊ヶ崎』
発売元：COCORO-LABEL
作詞：青山秋生
作曲・編曲：矢口壹琅
参加ミュージシャン：矢口壹琅(Vocal&Guitar)、矢口早苗(Vocal)、福本勝治(Bass)、宇田隆志(Keyboard) 、イズミダイズミ(Drums)
ASIN: B072M34F2S
JAN： 4589800270029

### 書籍
- 『不器用な王者たち』

李春成/[著] 頑固、偏屈、愚直、一匹狼…個性派アスリート達を追った骨太ノンフィクション
矢口壹琅、永田裕志、村浜武洋、菊田早苗、小倉隆史、増岡浩、市川哲也、久保竜彦、新田佳弘、岩本輝雄、奥野僚右、岩渕健輔、加藤大治郎
出版社：ぴあ
ISBN 4835609174
- 『トンパチ』

大槻ケンヂ＆紙のプロレス監修。トンパチなプロレスラーへのインタビュー本。
矢口壹琅、ザ・グレート・サスケ、松永光弘、邪道・外道、折原昌夫、ジョージ高野、将軍KYワカマツ、セッド・ジニアス、ターザン山本、レッドマン。
インタビュアーは、大槻ケンヂ、浅草キッド。
出版社：芸文社
ISBN 4-87465-362-6
- 『孕み〜白い恐怖』

角川ホラー文庫
佐藤有記 （著）
出版社: 角川書店（2006年1月）
ISBN 978-4043816019
- 『新卒プロレス（2）リングに就職した大学生たち』

雷神矢口、大仁田厚、保坂秀樹、ハヤブサ、橋本友彦、Ray
発行元：ダイヤモンド・ジャパン・ホールディング
発売元：ザメディアジョン
ISBN 978-4-86250-415-9